# Otus thilohoffmanni
Otus thilohoffmanni е вид птица от семейство Совови (Strigidae). Видът е застрашен от изчезване.

## Разпространение
Видът е разпространен в Шри Ланка.